# Vuzenica
 Vuzenica  (Saldenhofen an der Drau en allemand) est une commune située dans la région de Carinthie en Slovénie non loin de l'Autriche.

## Géographie
La commune est localisée au nord de la Slovénie dans la vallée de la rivière Drave.

### Villages
Les villages qui composent la commune sont Dravče, Sv. Primož na Pohorju, Sv. Vid, Šentjanž nad Dravčami et Vuzenica.

## Histoire
Les premières mentions relatives à la localité remontent à 1288. La région appartint longtemps à l'empire d'Autriche-Hongrie et ce jusqu'à la fin de la Première Guerre mondiale en 1918. À cette époque, la zone fut attachée à l'État des Slovènes, Croates et Serbes qui devint ensuite la Yougoslavie et en particulier la république socialiste de Slovénie. Depuis 1991, la Slovénie est devenue un État indépendant et la commune slovène actuelle de Vuzenica a été formée en 1995.

## Démographie
Entre 1999 et 2021, la population de la commune est restée relativement stable aux alentours de 3 000 habitants,.
Évolution démographique
| 1999  | 2000  | 2001  | 2002  | 2003  | 2004  | 2005  | 2006  | 2007  |
| ----- | ----- | ----- | ----- | ----- | ----- | ----- | ----- | ----- |
| 2 883 | 2 875 | 2 877 | 2 869 | 2 857 | 2 856 | 2 845 | 2 823 | 2 805 |
| 2008  | 2009  | 2010  | 2011  | 2012  | 2013  | 2014  | 2015  | 2016  |
| 2 812 | 2 748 | 2 760 | 2 720 | 2 707 | 2 726 | 2 707 | 2 708 | 2 687 |
| 2017  | 2018  | 2019  | 2020  | 2021  |       |       |       |       |
| 2 670 | 2 685 | 2 658 | 2 649 | 2 649 |       |       |       |       |